# العلاقات الأنغولية الباربادوسية
العلاقات الأنغولية الباربادوسية هي العلاقات الثنائية التي تجمع بين أنغولا وباربادوس.

## مقارنة بين البلدين
هذه مقارنة عامة ومرجعية للدولتين:
| وجه المقارنة                                              | أنغولا           | باربادوس       |
| --------------------------------------------------------- | ---------------- | -------------- |
| المساحة (كم2)                                             | 1.25 مليون       | 439            |
| عدد السكان (نسمة)                                         | 29.78 مليون      | 285.72 ألف     |
| الكثافة السكانية (ن./كم²)                                 | 23.82            | 65.08 ألف      |
| العاصمة                                                   | لواندا           | بريدج تاون     |
| اللغة الرسمية                                             | اللغة البرتغالية | لغة إنجليزية   |
| العملة                                                    | كوانزا أنغولي    | دولار بربادوسي |
| الناتج المحلي الإجمالي (بليون دولار)                      | 124.21 مليار     | 4.80 مليار     |
| الناتج المحلي الإجمالي (تعادل القوة الشرائية) بليون دولار | 184.83 مليار     | 4.66 مليار     |
| الناتج المحلي الإجمالي الاسمي للفرد دولار أمريكي          | 4.10 ألف         | 15.43 ألف      |
| الناتج المحلي الإجمالي للفرد دولار أمريكي                 |                  | 16.06 ألف      |
| مؤشر التنمية البشرية                                      | 0.533            | 0.795          |
| رمز المكالمات الدولي                                      | +244             | +1246          |
| رمز الإنترنت                                              | .ao              | .bb            |
| المنطقة الزمنية                                           | ت ع م+01:00      | 00             |

## منظمات دولية مشتركة
يشترك البلدان في عضوية مجموعة من المنظمات الدولية، منها:
| علم المنظمة | اسم المنظمة                                 | تاريخ انضمام أنغولا | تاريخ انضمام باربادوس |
| ----------- | ------------------------------------------- | ------------------- | --------------------- |
|             | الاتحاد الدولي للاتصالات                    | 13 أكتوبر 1976      | 16 أغسطس 1967         |
|             | منظمة حظر الأسلحة الكيميائية                | ?                   | ?                     |
|             | منظمة التجارة العالمية                      | ?                   | ?                     |
|             | منظمة الشرطة الجنائية الدولية               | ?                   | ?                     |
|             | الأمم المتحدة                               | 1 ديسمبر 1976       | 9 ديسمبر 1966         |
|             | يونسكو                                      | 11 مارس 1977        | 24 أكتوبر 1968        |
|             | البنك الدولي للإنشاء والتعمير               | 19 سبتمبر 1989      | 12 سبتمبر 1974        |
|             | وكالة ضمان الاستثمار متعدد الأطراف          | 19 سبتمبر 1989      | 12 أبريل 1988         |
|             | مؤسسة التنمية الدولية                       | 19 سبتمبر 1989      | 29 سبتمبر 1999        |
|             | مؤسسة التمويل الدولية                       | 19 سبتمبر 1989      | 25 يونيو 1980         |
|             | الاتحاد البريدي العالمي                     | ?                   | ?                     |
|             | مجموعة دول أفريقيا والكاريبي والمحيط الهادئ | ?                   | ?                     |

## وصلات خارجية
- موقع وزارة الخارجية الأنغولية
- موقع وزارة الخارجية الباربادوسية